# Shingeki no Kyojin: Humanity in Chains
Attack on Titan: Humanity in Chains (進撃の巨人～人類最後の翼～ Shingeki no Kyojin ~Jinrui Saigo no Tsubasa~?, lit. "Titán de Ataque: Las últimas alas de la humanidad"), conocido en América como Attack on Titan: Humanity in Chains, es un videojuego de acción desarrollado por Spike Chunsoft para Nintendo 3DS, basado en el manga de Hajime Isayama Attack on Titan. El juego se lanzó originalmente en Japón el 5 de diciembre de 2013, y cuenta con una versión actualizada, Attack on Titan: Jinrui Saigo no Tsubasa CHAIN, que se lanzó el 4 de diciembre de 2014. Está versión del juego fue localizada por Atlus y lanzada en la Nintendo eShop de América el 12 de mayo de 2015 y en la de Europa el 2 de julio de 2015.

## Información general
El jugador puede controlar a alguno de los personajes principales de la serie Attack on Titan, o bien a un personaje creado por el mismo,  a medida que los propios personajes se afianzan en el manejo de las maniobras de batalla tridimensional para atacar a los titanes,gigantes que cazan y matan devorando a los seres humanos. El juego cuenta con un modo historia para un jugador, multijugador local y en línea, y soporte para el Circle Pad Pro.